# Гомогенізація середовищ
Гомогеніза́ція — надання однорідної структури або однорідних властивостей мінеральній масі, сумішам, сполукам, розчинам або емульсіям шляхом механічного перемішування, усереднення, хімічного чи температурного впливу на них. Для одержання гомогенних сумішей використовуються спеціальні апарати — гомогенізатори.
Приклади:
Гомогенізація включень у мінералах (англ. homogenisation of inclusions in minerals — перетворення гетерогенних систем (включень) у мінералах при нагріванні в гомогенну систему. Температура гомогенізації відповідає максимальній температурі, за якої включення потрапило до мінералу. Гомогенізація може відбуватися в рідкій фазі (перший тип гомогенізації) і в газовій (другий тип гомогенізації). Перший тип характерний для мінералів гідротермального походження, другий — для пневматолітових мінералів.
Гомогенний (рос. гомогенный, англ. homogeneous, uniform; нім. homogen) — той, що виявляє однакові властивості протягом всього його поширення. Наприклад, гомогенна речовина, гомогенна пульпа тощо.